# Gargara extrema
Gargara extrema är en insektsart som beskrevs av William Lucas Distant. Gargara extrema ingår i släktet Gargara och familjen hornstritar. Inga underarter finns listade i Catalogue of Life.